# Cariólise

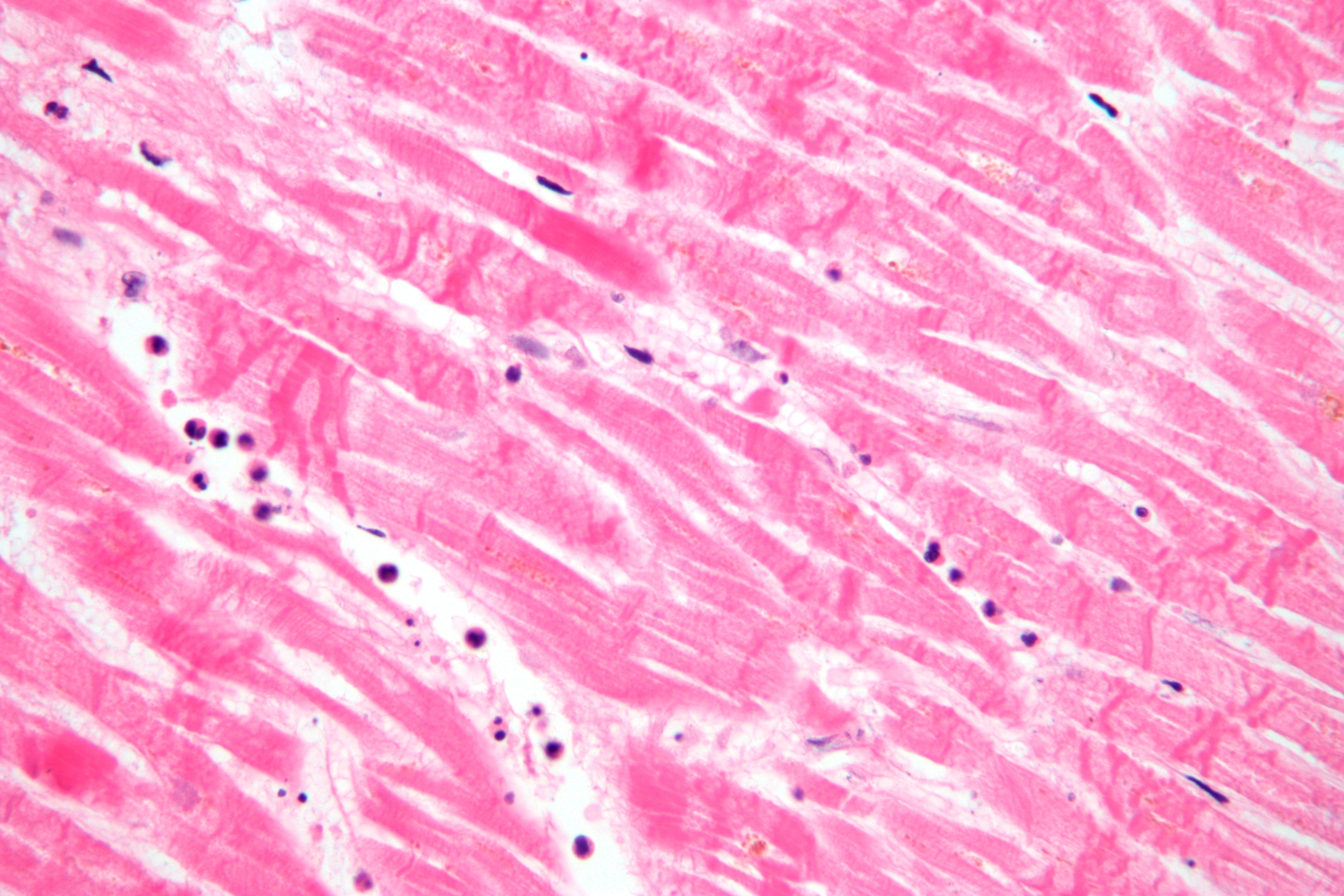
Micrografia na qual se observa cariólise e necrose de bandas de contração num individuo que teve um infarte de miocárdio. Tinturaria de hematoxilina-eosina.

A cariólise é a completa dissolução da cromatina de uma célula moribunda devido à degradação enzimática produzida por endonucleases. A célula após a cariólise toda a célula se tinge por fim de eosina uniformemente. Geralmente a cariólise é precedida pela cariorrexe e ocorre principalmente como resultado de necrose, enquanto que na apoptose, após a cariorrexe o núcleo geralmente se dissolve e na célula formam-se corpos apoptóticos.